# Gyposaurus
 Gyposaurus  (gr. "lagarto buitre") es un género dudoso representado por dos especies de dinosaurios prosaurópodos masospondílidos que vivieron a principios del período Jurásico, hace aproximadamente 195 millones de años, en el Sinemuriano, en lo que es hoy África y Asia. Usualmente es considerado un juvenil de otros prosaurópodos, pero G. sinensis es posiblemente una especie válida según la última revisión de Prosauropoda de Galton y Upchurch en 2004.
La primera especie, Gyposaurus capensis fue nombrada en 1911 por el físico y paleontólogo escocés Robert Broom a partir de un esqueleto parcial con 11 vértebras dorsales, 6 caudales, costillas, gastralias, escápula derecha parcial, cintura pélvica derecha, ilion izquierdo y la mayor parte de la pierna derecha, descubierta en la Formación Elliot superior del  Estado Libre de Orange, Sudáfrica.  Originalmente colocado en el género Hortalotarsus. Galton y Cluver lo colocaron junto con Anchisaurus en 1976, pero Michael Cooper lo asignó a Massospondylus en 1981, lo que es generalmente aceptado.
La segunda especie Gyposaurus sinensis nombrada por Yang Zhongjian, conocido en occidente como C.C. Young, en 1940 a partir de un esqueleto parcial con partes del cráneo de la Formación Lufeng, Yunnan, China, a la que se han referido más de una docena de especímenes. Galton en  1976 lo asignó a Lufengosaurus como un ejemplar juvenil, pero Dong Zhiming lo refirió a  Anchisaurus en 1992.  Es mencionado en la más reciente revisión de  Galton & Upchurch (2004) considerando la validez de taxón, necesitando un nuevo nombre genérico. Sin embargo, los resultados no publicados de una presentación de Wang y sus colegas en la conferencia SVP 2017 indican que G. sinensis es un sinónimo más moderno de Lufengosaurus huenei, mientras que los especímenes referidos IVPP V43, IVPP V45 y IVPP V95 necesitan más investigación.